# Eurois docilis
Eurois docilis är en fjärilsart som beskrevs av Augustus Radcliffe Grote 1883. Eurois docilis ingår i släktet Eurois och familjen nattflyn. Inga underarter finns listade i Catalogue of Life.